# Thalassochaetus palpifoliaceus
Thalassochaetus palpifoliaceus är en ringmaskart som beskrevs av Ax 1954. Thalassochaetus palpifoliaceus ingår i släktet Thalassochaetus och familjen Nerillidae. Arten har ej påträffats i Sverige. Inga underarter finns listade i Catalogue of Life.